# Lamborghini Aventador
A Lamborghini Aventador LP700-4 az olasz Lamborghini autógyár egy modellje. A kétüléses sportautót 2011. február 28-án mutatták be a Genfi Autószalonon.
A 2011-es év második felében kezdte forgalmazását a gyár. Az Aventadort Európában 255 000 eurós, az Egyesült Királyságban 201 900 fontos, az USA-ban pedig 379 700 dolláros áron értékesítik.[forrás?]

## Etimológia
Elődjéhez, a 2001-2011 között gyártott Murciélagóhoz hasonlóan, az Aventadort is egy bika után keresztelték el. Aventador egy a Don Celestino Cuadri Vides istállójából származó bika volt, aki egy véres zaragozai viadalon híresült el.
Az interneten elterjedt egy humoros történet is, miszerint az Aventador az angol nyílás és ajtó szavak összetételéből született. Eszerint a vent a door, vagyis: egy nyílás egy ajtó. A nyílás az ajtó melletti légbeömlő lenne.

## Más változatok
A 2015-ös Genfi Autószalonon mutattak be egy 50 lóerővel erősebb kivitelt, a Lamborghini Aventador LP750-4 SV-t. Ez 350 km/h-t meghaladó sebességre képes.

## Technikai adatok
| Lamborghini Aventador LP 700-4 |                                    |
| Motor                          | 60° V12 MPI                        |
| Szelepek                       | 48                                 |
| Vezértengelyek                 | 4                                  |
| Lökettérfogat                  | 6498 cm³                           |
| Teljesítmény                   | 515 kW/700 LE 8250/perc fordulaton |
| Forgatónyomaték                | 690 Nm 5500/perc fordulaton        |
| Kibocsátási norma              | EURO 5 / LEV II                    |
| Meghajtás                      | Összkerék                          |
| Sebességváltó                  | 7-fokozatú szekvenciális           |
| Abroncsméret (elöl/hátul)      | 255/35 ZR19 / 335/30 ZR20          |
| Hossz                          | 4780 mm                            |
| Szélesség                      | 2030 mm (visszapillantó nélkül)    |
| Magasság                       | 1136 mm                            |
| Tengelytáv                     | 2700 mm                            |
| Saját tömeg                    | 1575 kg                            |
| Tömegeloszlás                  | 43% elöl, 57% hátul                |
| Fajlagos teljesítmény          | 2,25 kg/LE (üresen)                |
| Végsebesség                    | 350 km/h                           |
| 0-ról 100 km/h-ra              | 2,9 s                              |
| 0-ról 200 km/h-ra              | 8,4 s                              |
| Üzemanyag tank térfogat        | 90 Liter                           |
| Fogyasztás                     | 16,0 Liter / 100 km                |
| CO2-Emisszió                   | 370 g/km                           |
| Alapár                         | 441.600 USD                        |

## Képek

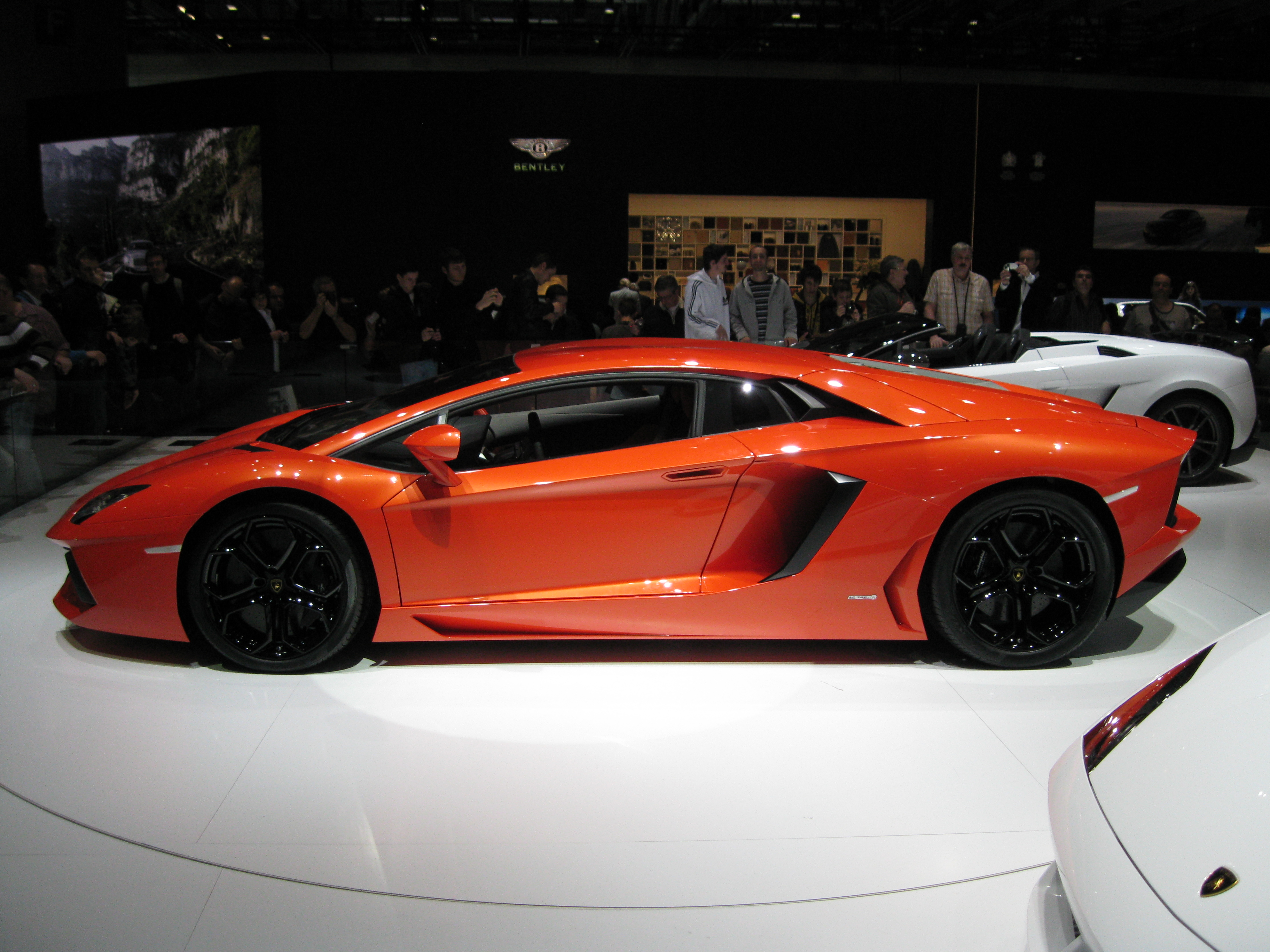
Oldalról a Genfi Autószalonon
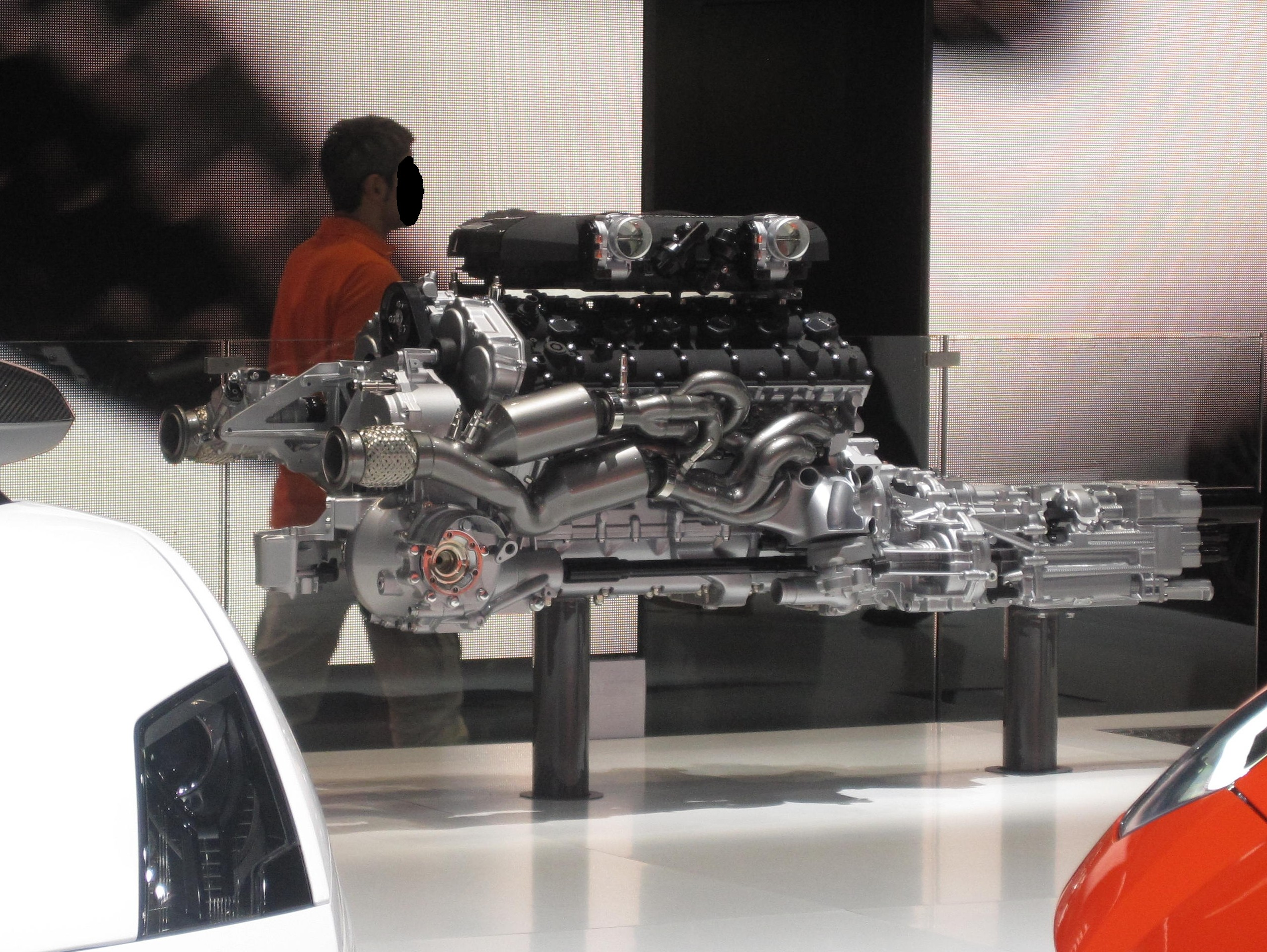
Az Aventador motorja
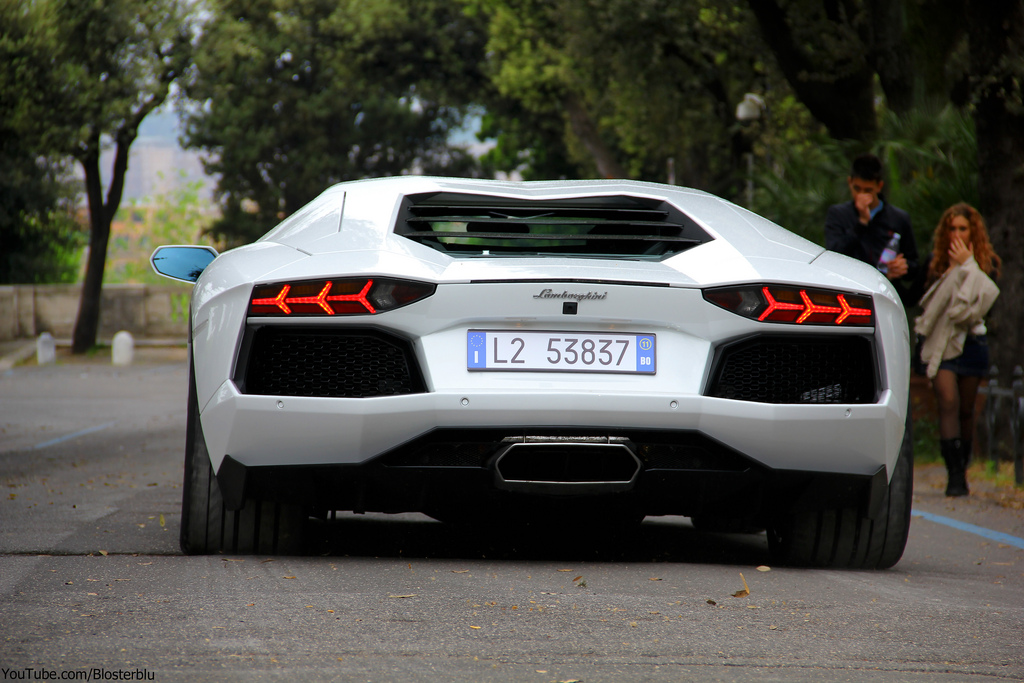
Hátulról fehérben